# Daniel Thorleifsen
Daniel Thorleifsen (* 18. April 1962 in Upernavik) ist ein grönländischer Historiker.

## Leben
Daniel Thorleifsen ist der Sohn des Handelsangestellten Niels Thorleifsen († 1992) und der Hausfrau Marie Kleemann († 1998). Seinen Eltern war gute Bildung wichtig und er war der erste in seiner Familie mit Hochschulreife. Er wurde später der erste Historiker Grönlands. Er ist verheiratet mit der Sozialberaterin Karen D. Jensen (* 1962), Tochter von Mona Olsvig († 2002). Er hat zwei Söhne (* 1985 und * 1996).
Daniel Thorleifsen studierte Geschichte und Grönländische Sprache und Kultur an der Universität Aarhus, die er 1991 als cand. mag. verließ. Anschließend wurde er als Dozent am Ilinniarfissuaq angestellt, wo er Grönländisch, Gesellschaft und Geschichte unterrichtete. 1995 wurde er als Adjunkt am Institut für Kultur- und Gesellschaftsgeschichte am Ilisimatusarfik angestellt. 1999 wurde er zum Lektor befördert und leitete das Institut mit Ausnahme von 2003 bis 2004. 2005 wurde er zum Direktor des Grönländischen Nationalmuseums und -archivs ernannt.
Er forscht vor allem zu grönländischer und indigener Fischereigeschichte mit Fokus auf den wirtschaftlichen Verhältnissen im Zweiten Weltkrieg, grönländischen Entwicklungs- und Kulturbegriffen, politischen Bewegungen in Grönland mit Schwerpunkt der Unabhängigkeitsbewegungen ab den 1990er Jahren und grönländischer Mentalitätsgeschichte. Seit 2024 leitet er das Forschungsprojekt zum historischen Verhältnis zwischen Dänemark und Grönland.
Daniel Thorleifsen ist und war Mitglied in zahlreichen Räten und Aufsichtsräten. Beispielsweise war er von 1994 bis 2001 Mitglied des grönländischen Bildungsrats, von 1997 bis 2001 beim Nordic Centre for Spatial Development des Nordischen Ministerrats, von 1998 bis 2000 im Ausschuss für sozioökonomische Folgen der Rohstoffabbaus in Grönland, von 2000 bis 2012 in der Kommission für wissenschaftliche Untersuchungen in Grönland, davon von 2004 bis 2008 als Vizevorsitzender, von 2001 bis 2004 im grönländischen IT-Rat, 2004 im Demokratieausschuss des Nordischen Ministerrats, seit 2005 in der grönländischen Umweltstiftung, seit 2002 in der Qilakitsoq-Stiftung und von 2012 bis 2014 und 2016 bis 2019 war er wieder Mitglied des grönländischen Museumsrats, wo er bereits von 1999 bis 2002 Vorsitzender war. Von 2001 bis 2009 war er Vorsitzender des Forschernetzwerks für Dokumentation, Geschichtsschreibung und Vermittlung der gemeinsamen Geschichte der westnordischen Länder. 2010 wurde er Vorsitzender der vorbereitenden Leitung des Zentrums für Westnordische Geschichte, Kultur und Gesellschaft an der Universität der Färöer. 2013 war er Vorsitzender des vorübergehenden grönländischen Forschungsrats und von 2017 bis 2019 Mitglied des Grönländischen Forschungsrats. Von 2021 bis 2024 war er Mitglied des grönländischen Menschenrechtsrats. Seit 2025 ist er Mitglied des grönländischen Bildungsrats.
1997 war er einige Monate lang Aufsichtsratsvorsitzender von Kalaallit Nunaata Radioa. Von 2000 bis 2002 war er Aufsichtsratsmitglied bei INUTEK, der grönländischen technologischen Gesellschaft. Von 2001 bis 2007 war er Aufsichtsratsvorsitzender des Pinngortitaleriffik. Von 2004 bis 2005 war er Aufsichtsratsvorsitzender bei Silamiut. Von 2000 bis 2010 und seit 2012 ist er Aufsichtsratsmitglied der Wohnungsgenossenschaft Tikiusaaq in Nuuk, davon von 2005 bis 2010 als Vorsitzender. Von 2018 bis 2020 war er Vorsitzender des Golfklubs in Nuuk.
2024 erhielt er die Ehrenmedaille in Silber des Dänischen Nationalmuseums.

## Werke (Auswahl)
- 1998: Grønland kort. 21 små fortællinger fra Grønlands historie (mit Jens Chr. Manniche)
- 1999: From Sealing to Fishing: Social and Economic Change in Greenland 1850–1940
- 2003: Ønsker om selvstændiggørelse og spørgsmålet om anvendelse af grønlandsk arbejdskraft i Grønland
- 2004: Kampen for etnisk identitet og krav om ekstern selvbestemmelsesret
- 2005: Myter og fakta om immiaq – et grønlandsk ølfænomen
- 2005: Invandrarland – koloni – hjemmestyre
- 2005: Arbejdskraftens sammensætning og spørgsmålet om planlægning og uddannelse i 1950´erne
- 2007: Historie i Grønland i begyndelsen af 1900-tallet
- 2009: The Role of Fishing in Colonial Greenland
- 2009: Le restitution du patrimoine
- 2010: Conflict, Overfishing and Spatial Expansion in the North Atlantic Fisheries, c. 1400–2000 (Mithrsg.)
- 2012: Naboer i Nordatlanten. Hovedlinjer i Vestnordens historie gennem 1000 år (Hrsg. mit Jón Th. Thor, Andras Mortensen und Ole Marquardt)
- 2016: Ukiuni 50-ni Nunatsinni katersugaasiveqarneq / Museer i Grønland i 50 år (Hrsg. mit Bo Albrechtsen)
- 2020: Historisk udredning om de 22 grønlandske børn der blev sendt til Danmark i 1951 (Mitautor)